# Епископ арадски Павле
Павле Авакумовић (Сентандреја — Арад, 1815) био је епископ Српске православне цркве

## Биографија
Рођен је у Сентандреји, у породици племенитог рода. Племство су Авакумовићи (потомци Авакума Поповића сентандрејског таначника) добили 1791. године од аустријског цара Леополда II. Отац Никола је био биров и сенатор сентандрејски, којег је (и супругу и синове) портретисао сликар Теодор Илић Чешљар. Сви синови Николини - њих петорица, заузимала су висок друштвени и државни положај у време када су постали племићи. Павлов брат Стефан Авакумовић је такође био српски епископ. Брат Јован Авакумовић је био правник и песник, те поглавар Великокикиндског дистрикта (од 1789).
Павле је рукоположен за ђакона 29. јула 1761. године, а три године касније 26. септембра 1764. године у манастиру Раковцу на Фрушкој гори је пострижен за калуђера. Био је архимандрит манастира Бездина (1778-1783) пре избора за владику.
Митрополит Мојсије Путник посветио га је за епископа у Темишвару, 29. октобра 1783. године. Био је на трону пакрачке епархије 1783-1786. године. Као владика пакрачки прешао је 1786. године да буде епископ арадски. Као архипастир залагао се за отварање српских народних школа у обе епархије. Портретисао га је 1789. године у Араду познати сликар Теодор Илић Чешљар. Био је наводно последњи Србин владика у Арадској епархији. Умро је у Араду 1. августа 1815. године.